# Alberto Loddo
Alberto Loddo es un ciclista profesional italiano nacido el 5 de enero de 1979, en la localidad de Cagliari (Italia).
Es un corredor que debutó como profesional en el año 2002 con el equipo Lampre.

## Palmarés
| 2001 - Gran Premio della Liberazione 2002 - 1 etapa del Tour de Catar 2003 - Tour de Catar, más 1 etapa - 1 etapa de la Vuelta al Algarve 2006 - 1 etapa de la Vuelta al Táchira - 4 etapas de la Vuelta a Chile - 1 etapa del Circuito de La Sarthe 2007 - 5 etapas del Tour de Langkawi - 1 etapa de la Vuelta a La Rioja - 1 etapa de la Vuelta a Asturias | 2008 - 1 etapa del Tour de Catar - 1 etapa del Tour de Langkawi 2009 - 2 etapas de la Vuelta a Venezuela 2010 - 2 etapas del Tour de San Luis - 1 etapa del Giro de Cerdeña |

## Equipos
- Lampre (2002-2003)
- Saunier Duval-Prodir (2004)
- Selle Italia (2006-2007)
- Tinkoff Credit Systems (2008)
- Serramenti PVC Diquigiovanni-Androni Giocattoli (2009-2010)

- Datos: Q1381267